# Le Glorieux (1931)
Le Glorieux (Q168) – francuski oceaniczny okręt podwodny z okresu międzywojennego i II wojny światowej, jedna z 31 jednostek typu Redoutable. Okręt został zwodowany 29 listopada 1931 roku w stoczni Ateliers et Chantiers de Saint-Nazaire Penhoët w Saint-Nazaire, a do służby w Marine nationale wszedł 1 czerwca 1934 roku. Podczas wojny jednostka pełniła służbę na Morzu Śródziemnym i Atlantyku, a od zawarcia zawieszenia broni między Francją a Niemcami znajdowała się pod kontrolą rządu Vichy. 27 listopada 1942 roku okręt uniknął samozatopienia w Tulonie, uciekając do zdobytego przez Aliantów Oranu. „Le Glorieux” wszedł w skład marynarki Wolnych Francuzów. W październiku 1952 roku został sprzedany na złom.

## Projekt i budowa
„Le Glorieux” zamówiony został na podstawie programu rozbudowy floty francuskiej z lat 1928/1929. Projekt (o sygnaturze M6 ) był ulepszeniem pierwszych powojennych francuskich oceanicznych okrętów podwodnych – typu Requin. Poprawie uległa krytykowana w poprzednim typie zbyt mała prędkość osiągana na powierzchni oraz manewrowość. Okręty typu Redoutable miały duży zasięg i silne uzbrojenie; wadą była ciasnota wnętrza, która powodowała trudności w dostępie do zapasów prowiantu i amunicji. Konstruktorem okrętów był inż. Jean-Jacques Roquebert. „Le Glorieux” należał do 2. serii jednostek, które otrzymały silniki Diesla o większej mocy, dzięki czemu osiągały one na powierzchni prędkość 19 węzłów .
„Le Glorieux” zbudowany został w stoczni Ateliers et Chantiers de Saint-Nazaire Penhoët (numer stoczniowy Q52) . Stępkę okrętu położono 10 lutego 1930 roku , a zwodowany został 29 listopada 1931 roku.

## Dane taktyczno–techniczne
„Le Glorieux” był dużym, oceanicznym okrętem podwodnym o konstrukcji dwukadłubowej. Długość całkowita wynosiła 92,3 metra (92 metry między pionami), szerokość 8,2 metra i zanurzenie 4,7 metra. Wyporność standardowa w położeniu nawodnym wynosiła 1384 tony (normalna 1570 ton), a w zanurzeniu 2084 tony. Okręt napędzany był na powierzchni przez dwa silniki wysokoprężne Sulzer o łącznej mocy 7200 KM. Napęd podwodny zapewniały dwa silniki elektryczne o łącznej mocy 2000 KM. Dwuśrubowy układ napędowy pozwalał osiągnąć prędkość 19 węzłów na powierzchni i 10 węzłów w zanurzeniu . Zasięg wynosił 10 000 Mm przy prędkości 10 węzłów w położeniu nawodnym (lub 4000 Mm przy prędkości 17 węzłów) oraz 100 Mm przy prędkości 5 węzłów w zanurzeniu. Zbiorniki paliwa mieściły 95 ton oleju napędowego . Dopuszczalna głębokość zanurzenia wynosiła 80 metrów, a czas zanurzenia 45-50 sekund. Autonomiczność okrętu wynosiła 30 dób .
Okręt wyposażony był w siedem wyrzutni torped kalibru 550 mm: cztery na dziobie i jeden potrójny zewnętrzny aparat torpedowy. Prócz tego za kioskiem znajdował się jeden podwójny dwukalibrowy (550 lub 400 mm) aparat torpedowy . Na pokładzie było miejsce na 13 torped, w tym 11 kalibru 550 mm i dwie kalibru 400 mm . Uzbrojenie artyleryjskie stanowiło działo pokładowe kalibru 100 mm M1925 L/45 oraz zdwojone stanowisko wielkokalibrowych karabinów maszynowych Hotchkiss kalibru 13,2 mm L/76 . Jednostka wyposażona też była w hydrofony .
Załoga okrętu składała się z 4 oficerów oraz 57 podoficerów i marynarzy.

## Służba
„Le Glorieux” został przyjęty do służby w Marine nationale 1 czerwca 1934 roku . Jednostka otrzymała numer burtowy Q168 . W momencie wybuchu II wojny światowej okręt pełnił służbę na Morzu Śródziemnym, wchodząc w skład 1. dywizjonu 3. eskadry 1. Flotylli okrętów podwodnych w Tulonie (wraz z siostrzanymi jednostkami „Le Héros”, „Le Conquérant” i „Le Tonnant”) . Dowódcą okrętu był w tym okresie kpt. mar. J.C.P. Champel . 7 października „Le Glorieux”, „Fresnel” i „Redoutable” opuściły Tulon i w eskorcie niszczyciela „La Railleuse” udały się do Gibraltaru, a stamtąd 10 października eskortowane przez niszczyciel „Lynx” wyszły w rejs do Casablanki, docierając do miejsca przeznaczenia 13 października . 19 listopada 1939 roku okręty podwodne „Le Glorieux”, „La Psyché” i „Méduse”, eskortowane przez niszczyciel „Bordelais” wyszły z Casablanki, docierając dzień później do Oranu, gdzie „Le Glorieux” został poddany remontowi .
W czerwcu 1940 roku okręt znajdował się w Dakarze w składzie 1. dywizjonu okrętów podwodnych (wraz z „Le Héros”), a jego dowódcą był nadal kpt. mar. J.C.P. Champel . 4 lipca, po ataku Brytyjczyków na Mers el-Kebir, stacjonujące w Dakarze okręty podwodne „Le Glorieux” i „Le Héros”, niszczyciele „Milan” i „Épervier” oraz cztery krążowniki pomocnicze wyszły w morze po otrzymaniu rozkazu zaatakowania brytyjskiej żeglugi . 2 listopada 1940 roku „Le Glorieux”, „Le Héros” oraz dwa parowce wyszły z Casablanki i w eskorcie awiza „La Batailleuse” pokonały Cieśninę Gibraltarską, docierając 5 listopada do Oranu . W listopadzie 1940 roku „Le Glorieux” znalazł się w Tulonie w składzie 1. grupy okrętów podwodnych (wraz z „Le Conquérant”, „Le Héros” i „Le Tonnant”), gdzie został rozbrojony zgodnie z warunkami zawieszenia broni między Francją a Niemcami .
Na przełomie 1941 i 1942 roku „Le Glorieux” stacjonował w bazie Diégo Suarez . Podczas desantu Aliantów na Madagaskar jednostka unikając zatopienia udała się początkowo na południe od rejonu walk, a następnie via Dakar dotarła do Tulonu. W momencie ataku Niemców na Tulon 27 listopada 1942 roku okręt, pod dowództwem kmdra ppor. Meyniera, cumował w basenie Maurillon. Jednostka uniknęła samozatopienia, uciekając z portu do hiszpańskiej Walencji. Po 24-godzinnym postoju i naprawie uszkodzeń okręt skierował się do zdobytego przez Aliantów Oranu. W grudniu 1942 roku „Le Glorieux” wszedł w skład marynarki Wolnych Francuzów . W latach 1943–1944 okręt poddano modernizacji, w wyniku której zamiast zdwojonych wkm kal. 13,2 mm zamontowano dwa pojedyncze działka przeciwlotnicze Oerlikon kal. 20 mm, zainstalowano radary oraz sonar . Remontu dokonano w USA, w stoczni Philadelphia Naval Shipyard w Filadelfii . W 1945 roku numer burtowy jednostki zmieniono na S02 .
Jednostka została sprzedana w celu złomowania 27 października 1952 roku, po 18 latach eksploatacji .